# Parts per billion
Der englische Ausdruck parts per billion (zu Deutsch „Teile pro Milliarde“) steht für den Faktor 10−9, also ein Milliardstel. Die Abkürzung ppb wird wie eine Hilfsmaßeinheit verwendet,− vergleichbar mit dem Prozent (%) für den Faktor 10−2 und dem Promille (‰) für den Faktor 10−3.
Da das Wort Billion je nach Sprache 109 oder 1012 bedeutet, hat die IEC im Jahr 1978 empfohlen, die Ausdrücke parts per million/billion/trillion nicht zu verwenden. Dieser Auffassung hat sich die internationale ISO-Normung angeschlossen. Stattdessen wird die Benutzung von Potenzen von 10 empfohlen.
Im Prinzip lassen sich alle Größen, die sich in Prozent angeben lassen, auch in parts per billion angeben, wenn die Zahlenwerte dazu in einer angemessenen Größenordnung liegen, so dass handliche Zahlen entstehen.
Da alle Festlegungen und Anwendungen sinngemäß dieselben sind wie bei parts per million, wird für weitere Einzelheiten auf diesen Artikel verwiesen.